# 星座シリーズ
星座シリーズ（せいざシリーズ）は、日向章一郎による日本のライトノベルシリーズ。イラストはみずき健が担当している。集英社文庫コバルトシリーズ→コバルト文庫（集英社）より1990年1月から2000年12月まで刊行された。

## ストーリー
都立T高校入学が近い大野ノリミは、中学時代のクラスメイト山本リョウに犯されたと思い込み家出、そこで自分を助けてくれた新島出身の青年に一目惚れする。
家に戻ると何とその青年、麦倉ナオトがいた。彼はノリミの祖母と彼の祖父が決めた婚約者であると同時に、都立T高の新任教師でもあった。そのため、二人はお互いの立場から周囲に公表できなくなってしまう。高校ではそれぞれに想いを寄せる人物が続出、リョウは勿論、ノリミの中学時代からの親友岸幹世も麦倉先生にアタックする様になる。
入学早々、二人の周りで様々な事件が発生し、麦倉先生は高校生の時習得した星座占いを使って事件解決に乗り出す。ノリミは星座占いには否定的だが、探偵助手として大好きな麦倉先生と共に多くの難解で時に危険な事件に立ち向かう。2年生になってからはクラス委員を任され更に多忙になるが、その分麦倉先生と一緒にいられる機会と活躍の場が増える。
解決した事件を通して精神的に成長したノリミは、自分たちの恋の障害にも逃げずに立ち向い、着実に乗り越えていく。一方で、恋敵の中でも特に強力なリョウや幹世にもそれぞれ弱点や秘密があることが少しずつ明らかになる。そして3年生の夏、ノリミはリョウの失策をきっかけに単身でも彼を突き放せるようになる。

## 登場人物
大野 ノリミ（おおの のりみ）
本作の主人公。本名は範美。7月19日生まれの蟹座。放課後シリーズの渡辺ミサコのいとこで、ミサコより3歳下。
15歳で母を亡くし父と弟とL.A.に移住するはずだったが、自らの意思で日本に残り渋谷区の代々木で祖母と暮らしている。
入学前に麦倉ナオトに一目惚れし、その後彼が自分の許婚者であると同時に自分が入学する都立T高の新任教師と知る。やがて両思いになるがお互いの立場上公表できない。しかし本当は秘密をきちんと公表したいと考えている。
身長156センチでストレートのロングヘアの持ち主。図らずも男子によくモテるが、基本的に真面目で優等生の部類に入り、2年生からはクラス委員に選ばれている。性格はお人好しで少々卑屈だが思いやりがあり、更に打たれ強く立ち直りも早い。ただし限界を超えたり他人の危機を見かけたりすると、とんでもない行動に出て周囲を驚かせる。
星座占いには懐疑的で、それ故痛い目に遭うことも多い。理由としては誕生日が獅子座に近く漠然とした星座占いでは当たらない点が多いため。
多くの事件を解決し、精神的に著しく成長するが、「へびつかい座」（高3の8月）においても星座を信じていない様子。
麦倉先生の出身校であるW大志望で、将来の夢はカウンセラー。
麦倉 ナオト（むぎくら なおと）本名は直人。ノリミより8歳上で3月31日生まれの牡羊座。ノリミの通う都立T高の国語教師で天文部の顧問。
伊豆諸島の新島出身。月島の高校を経てW大卒業、ノリミの入学と同時にT高に赴任する。
中学生の頃、かつて相思相愛だった彼の祖父（故人）とノリミの祖母によってノリミの許婚者となる。女所帯を不安視するノリミの祖母の願いもあり、大野家でノリミの父の部屋を借り暮らしている。
身長183センチの好青年で女性によくモテるが、祖母麦倉うららと同じ火の星座の女性は苦手。
星座にはまったのは、高校時代の片思いだった女子生徒の影響。彼女が通っていた占星術の佐郷先生に師事し本格的に学ぶ。
少々気弱なところがありノリミ以上に秘密がバレることを恐れているが、事件を解決できるのは事実上彼だけであり、場合によっては本来の腕力や行動力を見せる。
彼もまた多くの事件を通じて教師としても一人の男性としても成長していく。
山本 リョウ（やまもと りょう）
本名は良。5月22日生まれの双子座。中学からのノリミのクラスメート。モノクロでは髪色がトーン処理の小柄な少年。第1部の「蟹座」（高2の10〜11月）では主役を務める。モデルは著者自身で、名前はデビュー前のペンネームに由来。両親は小型スーパー経営のため留守がち。4つ上の兄シュウがいる。
中学のときは委員長などを務めていたが、高校入学後は不真面目な言動が目立つ。一応陸上部所属だが幽霊部員。
ノリミのことが大好きで毎回アタックするが、その都度不埒な行為に出ては誰かに制裁され失敗する。ノリミにとっては天敵の彼が最も恐れることは「ノリミに完全に振られ、忘れられてしまうこと」であり、彼女に少しでも拒絶されるとその都度酷く落ち込む。
彼が主役の「蟹座」では中盤以降本来の公正な判断力や社交力を発揮し意外な活躍を見せるが、同時に本当はノリミと一緒にいてはいけないことも暗示される。また、人知れず一連の行為を酷く後悔し、良心と恋心の間で苦悩している場面も見られる。
しかしなかなか諦めきれず不埒を続けた結果、遂にノリミから本音を口外されてしまう。
岸 幹世（きし みきよ）
ノリミの中学時代からの親友で、リョウとは小学時代からの遊び仲間。星座は牡羊座だが誕生日は不明。
女子にしては長身で、黒髪をセミショートのワンレングスにしているが、中学まではロングヘアだった。
高校ではノリミと同じ天文部員。学力優秀で優等生である。
小さい頃から遊び相手の多くは男子だったこともあり、性格は勝気で男勝り。目上にも容赦ない言動で一部からは不良少女と恐れられているが、普段は明るく面倒見も良い。
麦倉先生のことが大好きで、強引なアタックでノリミを心配させるが、当の麦倉先生からは彼の祖母と同じ火の星座を理由に内心苦手に思われている。
しかし「蟹座」で非常に打たれ弱いことが発覚、その時本当は麦倉先生よりノリミのことが気になることも判明する。
3年になると進路の違いからノリミたちと別行動が増え、受験シーズンが本格化する「へびつかい座」では姿を見せず、名前が出るだけになる。
細川 朱子（ほそかわ あかね）
「冒険少女編」のシンボルキャラクター。4月4日生まれの牡羊座。奈良の名家のお嬢様で、婿養子を取ることが決まっている。
両親は仕事で海外を飛び回っており、家では祖父と二人暮らし。幼稚園からずっと女子校で、良くも悪くも男子をほとんど知らずに育つ。
窮屈な生活が嫌で家出、渋谷までやって来る。実は担任が麦倉先生の大学時代の友人で、ノリミたちの秘密を知っている。
外見はリョウと同じ髪色のショートボブが特徴。明朗快活で行動力と社交力が高く、ノリミとすぐ親しくなる。
しかし７月のある日事件に巻き込まれたの機に、逃げてばかりだったこれまでの日々を自省する。
連城 龍希（れんじょう たつき）
「本格推理編」のシンボルキャラクター。高校生だがプロのミステリー作家で、幹世が彼の作品の大ファン。誕生日は不明だが星座は射手座。
幼い頃に両親を亡くし、中学までは施設で育つ。猛勉強の末、進学校として知られるP学園に学費免除で入学する。その後公募のミステリー大賞で大賞を受賞、プロデビューしてヒット作を連発、自活できるまでになるが、執筆のために寝坊が多く1年落第している。なお、学園では作家活動の事を内緒にしている。
外見は麦倉先生をやや幼くした感じでモノクロではスミベタの長髪を後ろで結わえている。
性格は利発で正義感が強い反面、少々生意気で軽薄な部分もあるため余計な敵を作りやすく、思わぬ相手まで敵に回してしまう。

## 既刊一覧
- 日向章一郎（著） / みずき健（イラスト）、集英社〈集英社文庫コバルトシリーズ→コバルト文庫〉、全22巻

第1部
- 『牡羊座は教室の星つかい』1990年1月10日第1刷発行（1月3日発売）、ISBN 4-08-611368-6
- 『双子座のための殺人講座』1990年5月10日第1刷発行（4月27日発売）、ISBN 4-08-611412-7
- 『獅子座の恋愛事情』1990年9月10日第1刷発行（9月1日発売）、ISBN 4-08-611452-6
- 『天秤座の探偵ゲーム』1991年5月10日第1刷発行（5月2日発売）、ISBN 4-08-611529-8
- 『乙女座のトム・ソーヤー』1991年10月10日第1刷発行（10月3日発売）、ISBN 4-08-611575-1
- 『射手座の恋愛方程式』1992年1月10日第1刷発行（1月3日発売）、ISBN 4-08-611600-6
- 『水瓶座の天才伝説』1992年3月10日第1刷発行（3月3日発売）、ISBN 4-08-611616-2
- 『牡牛座のための恋愛劇場』1993年1月10日第1刷発行（1月2日発売）、ISBN 4-08-611714-2
- 『蟹座の君を忘れたくないから』1993年4月10日第1刷発行（4月2日発売）、ISBN 4-08-611737-1
- 『蠍座の恋愛遊戯』1994年1月10日第1刷発行（1月3日発売）、ISBN 4-08-611807-6
- 『山羊座の恋愛過去分詞』1994年5月10日第1刷発行（5月2日発売）、ISBN 4-08-611846-7
- 『魚座に捧げる恋愛神話』1994年9月10日第1刷発行（9月2日発売）、ISBN 4-08-611888-2

第2部
- 『火の星座・恋愛ラプソディー』1995年5月10日第1刷発行（4月27日発売）、ISBN 4-08-614066-7
- 『白鳥座の恋愛童話（メルヘン）』1995年12月10日第1刷発行（12月1日発売）、ISBN 4-08-614138-8
- 『地の星座・恋愛革命のススメ』1996年3月10日第1刷発行（3月1日発売）、ISBN 4-08-614167-1
- 『へびつかい座の恋愛課外授業』1996年9月10日第1刷発行（9月3日発売）、ISBN 4-08-614228-7
- 『牡羊座（アリエス）の恋愛教習所・冒険少女編』1996年12月10日第1刷発行（12月3日発売）、ISBN 4-08-614270-8
- 『双子座（ジェミニ）の恋愛千夜一夜・冒険少女編』1997年5月10日第1刷発行（4月25日発売）、ISBN 4-08-614314-3
- 『獅子座（レオ）の恋愛ミステリ-・ツアー・冒険少女編』1998年5月10日第1刷発行（4月24日発売）、ISBN 4-08-614451-4
- 『天秤座（ライブラ）の殺人試験・本格推理編』1999年3月10日第1刷発行（3月3日発売）、ISBN 4-08-614561-8
- 『射手座（サギタリアス）の殺人手毬唄・本格推理編』1999年12月10日第1刷発行（12月1日発売）、ISBN 4-08-614658-4
- 『水瓶座（アクエリアス）の殺人迷路（ラビリンス）・本格推理編』2000年12月10日第1刷発行（12月1日発売）、ISBN 4-08-614791-2